# Edmund Gwenn
Edmund Kellaway (ur. 26 września 1877 w Londynie, zm. 6 września 1959 w Los Angeles) – brytyjski aktor, dwukrotny laureat Złotego Globu i laureat Oscara za rolę drugoplanową w filmie Cud na 34. ulicy.

## Wybrana filmografia
- 1931: Oszustwo jako pan Hornblower
- 1933: Siostra Marta jest szpiegiem jako burmistrz
- 1934: Wiedeńskie walce jako Strauss Starszy
- 1940: Duma i uprzedzenie jako pan Bennet
- 1940: Zagraniczny korespondent jako Rowley
- 1943: Lassie, wróć! jako Rowlie Palmers
- 1944: Klucze królestwa jako wielebny Hamish McNabb
- 1947: Cud na 34. ulicy jako Kris Kringle
- 1947: Życie z ojcem jako wielebny doktor Lloyd
- 1947: Ulica zielonego delfina jako Octavius Patourel
- 1954: One! jako Harold Medford
- 1955: Kłopoty z Harrym jako kapitan Albert Wiles
- 1957: Alfred Hitchcock przedstawia (serial) jako Joe Saunders (sezon 2, odc.36)

## Nagrody
- Nagroda Akademii Filmowej 1948: Cud na 34. ulicy (Najlepszy Aktor Drugoplanowy)
- Złoty Glob
  - 1948: Cud na 34. ulicy (Najlepszy Aktor Drugoplanowy)
  - 1950: Mister 880 (Najlepszy Aktor Drugoplanowy)